# Cathédrale Saint-Alexandre-Nevski de Łódź
Pour les articles homonymes, voir Cathédrale Saint-Alexandre-Nevski.
La cathédrale Saint-Alexandre-Nevski de Łódź (en polonais : Sobór św. Aleksandra Newskiego w Łodzi) est une cathédrale orthodoxe située à Łódź.